# Freie Schule Leipzig
Die Freie Schule Leipzig ist eine staatlich genehmigte Ersatzschule in Leipzig.
Sie wurde am 30. August 1990 gegründet und ist damit die einzige noch in der DDR gegründete Alternativschule und eine der ältesten demokratischen Schulen in Deutschland. Die Schule ist Mitglied im Bundesverband der Freien Alternativschulen (BFAS) und in der European Democratic Education Community (EUDEC).

## Geschichte
Die Schule wurde 1990 kurze Zeit vor der Wiedervereinigung gegründet. Da es in der DDR keine Trennung in Grundschule und Sekundarschule gab, bezog sich die Genehmigung von Anbeginn bis einschließlich zur 10. Klasse. Im Jahr 1996 wurde der Aufbau der Sekundarstufe begonnen. Das genutzte Gebäude war für den Betrieb aller zehn Klassen zu klein. Daher wurde die Sekundarstufe an einem anderen Standort gegründet. Durch diese räumliche Trennung entwickelten sich die Grundschule und die Sekundarstufe jeweils eigenständig weiter. In der Folge haben sich die Standorte 2005 auch formaljuristisch getrennt und die Vereinsspaltung vollzogen. Die damalige Sächsischen Bildungsagentur untersagte 2007 den Betrieb der Mittelschule. Den dagegen eingelegten Eilantrag lehnte das Verwaltungsgericht Leipzig ab. Das Sächsische Oberverwaltungsgericht in Bautzen revidierte diese Entscheidung und genehmigte den Betrieb der Mittelschule.
Die Freie Schule Leipzig hat 2008 zusammen mit der Universität Leipzig und dem Sudbury-Schule Halle-Leipzig e.V. die erste European Democratic Education Conference ausgerichtet.
Im Jahr 2009 zog die Schule in den jetzigen Standort in Leipzig-Grünau. Im Jahr 2017 wurde mit der Sanierung des Schulgebäudes begonnen, die seit Ende 2021 abgeschlossen ist.

## Besonderheiten

### Lernfreiheit
Jeder Schüler kann über seine Zeit an der Schule frei verfügen. Er kann selbst entscheiden, was, wann, wie und mit wem er lernt. Es gibt niemanden, der einen Lehrplan vorgibt.

### Mitbestimmung
Die wöchentlich zweimal stattfindende große Schulversammlung entscheidet über alle Belange des Schullebens (z. B. Regeln). Jeder Schüler und jeder Begleiter hat in der Versammlung eine Stimme.

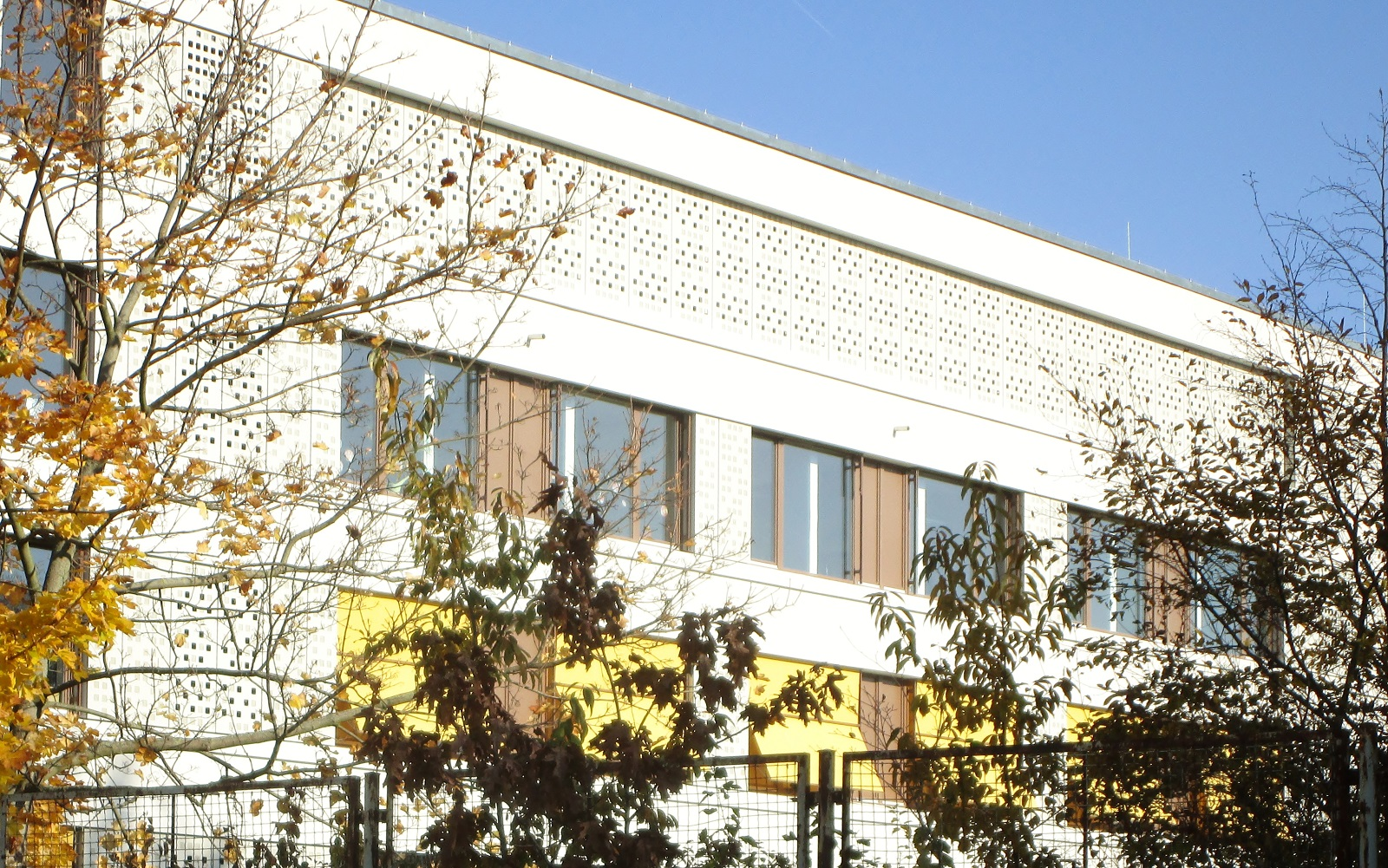
Fassade zum Schulhof
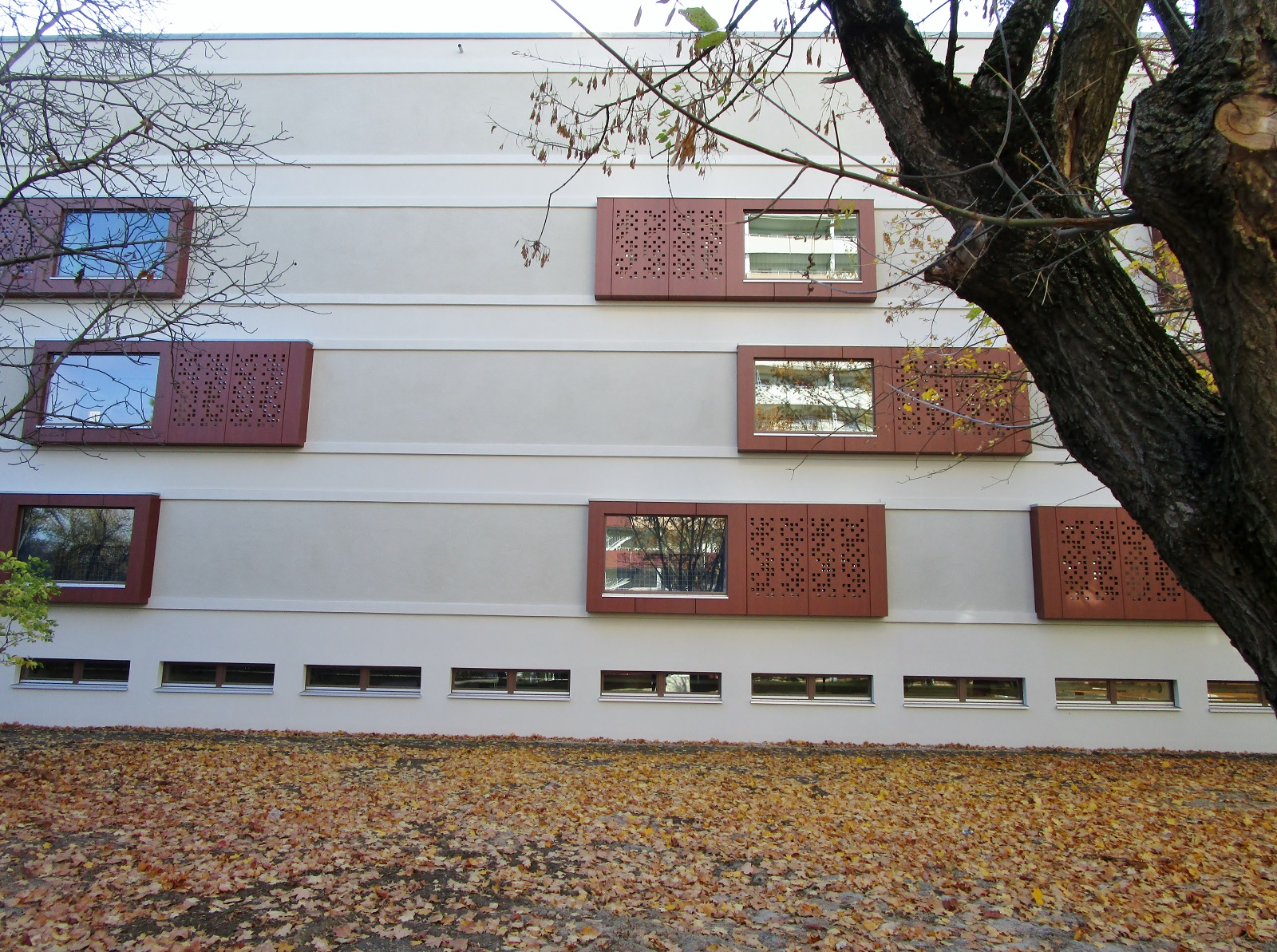
Fassade zur Alten Salzstraße